# Santhià
Santhià é uma comuna italiana da região do Piemonte, província de Vercelli, com cerca de 9.259 habitantes. Estende-se por uma área de 53 km², tendo uma densidade populacional de 175 hab/km². Faz fronteira com Alice Castello, Carisio, Casanova Elvo, Cavaglià (BI), Crova, Formigliana, San Germano Vercellese, Tronzano Vercellese.

## Demografia
| Variação demográfica do município entre 1861 e 2011                               |
|                                                                                   |
| Fonte: Istituto Nazionale di Statistica (ISTAT) - Elaboração gráfica da Wikipedia |